# Union européenne des écoles de musique
 (octobre 2024).
Si vous disposez d'ouvrages ou d'articles de référence ou si vous connaissez des sites web de qualité traitant du thème abordé ici, merci de compléter l'article en donnant les références utiles à sa vérifiabilité et en les liant à la section « Notes et références ».
L'Union européenne des écoles de musique (en anglais : European Music School Union (EMU)) est une organisation internationale non-gouvernementale créée en 1973, dont le siège est à Bonn (Allemagne) et les bureaux à  Berlin, et qui regroupe 27 associations nationales d’enseignement musical, soit 6 000 établissements, 150 000 professionnels et 4 millions d’élèves.
L'EMU dispose d'un siège au Conseil européen de la Musique (en) (en anglais : European Music Council (EMC)).
Ses langues officielles sont l'Anglais, l'Allemand et le Français. 

## Objet
L’EMU promeut l’enseignement et la pratique de la musique auprès des institutions européennes et nationales, encourage la création et le développement de réseaux nationaux d'établissements, favorise l’échange d’information et d’expérience entre ses membres, organise des séminaires de formation à travers l’Europe, collabore avec la recherche universitaire appliquée à l’enseignement musical, développe des programmes pédagogiques financés par des fonds européens, réalise et publie des statistiques sur les écoles de musique en Europe, relaie les projets innovants initiés par ses membres et patronne l’organisation de festivals qui, tous les 2 à 4 ans, rassemblent des milliers de jeunes musiciens européens.

## Historique
Dès 1968, des rencontres informelles ont lieu entre les associations nationales d'écoles de musique de France, de Belgique, des Pays-Bas et d'Allemagne. À partir de 1973, l'EMU s'organise officiellement en association à but non lucratif et compte huit pays membres à cette date.

### Congrès et assemblées générales
- 1973 : Saarbrücken (Allemagne) - Fondation de l'EMU
- 1974 : Suresnes (France)
- 1975: Tampere (Finlande)
- 1976 : Liestal (Suisse)
- 1977 : Spa (Belgique)
- 1978 : St Pölten (Autriche)
- 1979 : Oslo (Norvège)
- 1980 : Latina (Italie)
- 1981 : Sigtuna (Suède)
- 1982 : Eisenstadt (Autriche)
- 1983 : Amersfoort (Pays-Bas)
- 1984 : -
- 1985 : Markoberdorf (Allemagne)
- 1986 : Vaduz (Liechstenstein)
- 1987 : Holstebro (Danemark)
- 1988 : Florence (Italie)
- 1989 : Strasbourg (France)
- 1990 : Schloss Weinberg (Autriche)
- 1991 : Rovaniemi (Finlande)
- 1992 : Eindhoven (Pays-Bas)
- 1993 : Arvika (Suède)
- 1994 : Tours (France)
- 1995 : Budapest (Hongrie)
- 1996 : Copenhague (Danemark)
- 1997 : Barcelone (Espagne)
- 1998 : Barcelone (Espagne)
- 1999 : Weimar (Allemagne)
- 2000 : Trondheim (Norvège)
- 2001 : Ljubljana (Slovénie)
- 2002 : Berne (Suisse)
- 2003 : Barcelone (Espagne)
- 2004 : Malmö (Suède)
- 2005 : Prato (Italie)
- 2006 : Kuopio (Finlande)
- 2007 : Pecs (Hongrie)
- 2008 : Bruxelles (Belgique)
- 2009 : Linz (Autriche)
- 2010 : Essen (Allemagne)
- 2011 : Tallin (Estonie)
- 2012 : Riccione (Italie)
- 2013 : Przemysl (Pologne)
- 2014 : Berlin (Allemagne)
- 2015 : Luxembourg
- 2016 : San Sebastian(Espagne)
- 2017 : Berlin (Allemagne)
- 2018 : Sneek (Pays-Bas)
- 2019 : Sofia (Bulgarie)
- 2020 : en ligne
- 2021 : Bordeaux (France) et en streaming
- 2022 : Esch-sur-Alzette (Luxembourg)

### Festivals de jeunes musiciens européens (enanglais:European Youth Music Festivals)
- 1985 : Munich (Allemagne)
- 1989 : Strasbourg (France)
- 1992 : Eindhoven (Pays-Bas)
- 1995 : Budapest (Hongrie)
- 1998 : Barcelone (Espagne)
- 2000 : Trondheim (Norvège)
- 2002 : Berne (Suisse)
- 2004 : Danemark et Suède (Malmö)
- 2007 : Hongrie
- 2009 : Linz (Autriche)
- 2012 : Emilie-Romagne (Italie)
- 2016 : San Sebastian (Espagne)
- 2018 : Sneek (Pays-Bas)
- 2019 : Kamchia (Bulgarie)
- 2022 : Esch-sur-Alzette (Luxembourg)

## Déclaration de Weimar
En 1999, l'EMU établit la Déclaration de Weimar des écoles de musique. Cette déclaration, prise solennellement à l'unanimité devant des artistes de renom, s'appuie sur les textes fondamentaux de l'ONU et de l'UNESCO concernant le droit de tout être humain, et en particulier les jeunes, à l'éducation, à la pratique des arts et à la culture. Elle affirme le rôle éminent des établissements d'enseignement artistique dans le développement de la personne humaine et de la société, et demande aux institutions et aux pouvoirs publics européens et nationaux de soutenir fortement leur action.  

## Membres
- Allemagne : Verband deutscher Musikschulen (VdM)
- Autriche :  Konferenz der Österreichischen Musikschulwerke (KOMU)
- Azerbaïdjan : Baku City Head Office of Culture
- Belgique : Association des Directions des Académies de la région Bruxelles-Capitale
- Bulgarie : Section of Schools with Profiled and Advanced Learning of Music in the Republic of Bulgaria
- Chypre : Cyprus Ministry of Education and Culture
- Croatie : Croatian Association of Music and Dance Pedagogues
- Danemark : Dansk Musikskole Sammenslutning (DAMUSA)
- Espagne : Union de Escuelas de Musica y Danza (UEMYD)
- Estonie : Estonian Union of Music Schools
- Finlande : Association of Finnish Music Schools
- France : Fédération Française de l'Enseignement Artistique (FFEA)
- Hongrie : Association of Hungarian Music and Art Schools
- Islande : Association of Music School Teachers
- Italie : Italian Association of Music Schools (AldSM)
- Lettonie : Association of Latvian Musical Educational Establishments (LMIIA)
- Liechtenstein : Liechtensteinische Musikschule
- Luxembourg : Association des Ecoles de Musique du Grand-Duché de Luxembourg (AEM)
- Norvège : Norsk kulturskoleråd
- Pays-Bas : Cultuurconnectie - Sector association for art education and art practice
- Pologne : Polish Association of Music Schools (SSM)
- Serbie : Association of Music and Ballet schools of Serbia
- Slovaquie : Association of Elementary Schoolsof Arts of Slovak Republic “EMU Slovakia” (AESA)
- Slovénie : Zveza slovenskih glasbenih šol (ZSGS)
- Suède : Swedish Council of Schools for Music and the Arts
- Suisse : Verband Musikschulen Schweiz (VMS)
- Tchéquie : Association of Basic Artistic Schools

Membres observateurs : Iles Féroé / Liban

## Présidence
- 1973 : Diethard Wucher, Allemagne
- 1977 : Amin Brenner, Suisse
- 1980 : Heinz Preiss, Autriche
- 1991 : Josef Frommelt, Liechtenstein
- 1999 : Jan van Muilekom, Pays-Bas
- 2005 : Timo Veijola, Finlande
- 2006 : Gerd Eicker, Allemagne
- 2011 : Helena Maffli, Suisse
- 2018 : Philippe Dalarun, France

## Publications
(octobre 2024).
- Manifeste des Écoles de Musique, Utrecht, EMU, 2003
- (en) Gerd Eicker (éd.), Statistical information about the European Music School Union, Utrecht, EMU, 2006, trad. Pierre Kolp
- (en) Gerd Eicker, Gerry Koops (éd.), Music Schools in Europe, Utrecht, EMU, 2010
- (en) Standards for Pre-college Music Education, en partenariat avec l'Association européenne des conservatoires (en) (AEC) et l'European Association for Music in School (EAS), 2018, co-financé par le programme Europe créative de l'Union européenne